# Генерал-губернатор Сьерра-Леоне
Генерал-губернатор Сьерра-Леоне (англ. Governor-General of Sierra Leone) — фактический глава государства Сьерра-Леоне с 1961 по 1971 годы. Представлял формального главу государства — монарха Великобритании.
Пост появился с провозглашением независимости Сьерра-Леоне в 1961 году и был упразднён с провозглашением республики в 1971 году, после чего главой государства стал президент Сьерра-Леоне.

## Список генерал-губернаторов Сьерра-Леоне
- Сэр Морис Генри Дорман (27 апреля 1961 — 27 апреля 1962)
- Сэр Генри Джосия Лайтфут Бостон (27 апреля 1962 — 26 марта 1967)
- Эндрю Джаксон-Смит (26 марта 1967 — 18 апреля 1968, и. о., руководитель Национального совета реформ — военного правительства после переворота)
- Джон Амаду Бангура (18 апреля — 22 апреля 1968, и. о., руководитель Национального переходного совета — военного правительства после переворота)
- Сэр Банджа Теджан-Си (22 апреля 1968 — 31 марта 1971)
- Кристофер Окоро Коул (31 марта — 19 апреля 1971, временный)